# 천 번째 남자 (뮤지컬)
《천 번째 남자》는 2013년 일본에서 공연된 한일합작 뮤지컬이다. 원작은 2012년 MBC에서 방영된 드라마 천 번째 남자이다.